# Ron Hunt (cầu thủ bóng đá, sinh năm 1945)
Ron Hunt (19 tháng 12 năm 1945 - 23 tháng 8 năm 2018) là một cầu thủ bóng đá người Anh có 219 lần ra sân ở Football League ở vị trí hậu vệ cho Queens Park Rangers trong thập niên 1960 và đầu thập niên 1970.

## Sự nghiệp
Hunt vượt qua các cấp độ trẻ tại Queens Park Rangers, và ra mắt chuyên nghiệp vào tháng 12 năm 1964 trong chiến thắng 3-1 trước Bristol Rovers. Ông là thành viên của đội hình mùa giải 1966-67 vô địch cả Third Division và League Cup; đường chuyền và cú va chạm với thủ môn đã giúp tạo nên bàn thắng thứ ba quyết định cho Mark Lazarus và QPR đánh bại West Bromwich Albion 3-2 trên Sân vận động Wembley.
Hunt thi đấu 219 trận quốc nội cho Rangers trước khi chấn thương buộc ông phải giải nghệ năm 1973. Sau đó ông trở thành huấn luyện viên squash và làm việc ở một công ty hóa dầu.